# Бледноногая пеночка
Бледноногая пеночка (лат. Phylloscopus tenellipes) — воробьиная птица семейства пеночковых (Phylloscopidae).

## Описание
Длина 12,5-13 см. Крылья, хвост, спина бурые, надхостье выделяется рыжеватым оттенком. На крыле две светлых поперечных полосы. Яркая желтовато-белая бровь выделяется и хорошо резко контрастирует с общей окраской, простираясь далеко позади глаза. Тёмно-коричневая "уздечка" расширяется позади глаза. Щеки с мелкими бледно-коричневыми пестринками и горло беловатое. Брюшко беловатое с местами легким желтоватым оттенком. Ноги светлые, серовато-жёлто, зеленоватые.
Долгое время рассматривалась как конспецифичная с островным подвидом Phylloscopus tenellipes borealoides, хотя было известно о их резких отличиях по песне. Сейчас Phylloscopus borealoides — отдельный вид сахалинская пеночка.

## Ареал
В России населяет Приморье, долину Амура в Хабаровском крае, по Амуру поднимается вплоть до восточной части Амурской области. Вне России гнездится в Восточной Маньчжурии, где гнездование отмечено на плоскогорье Чанбайшань на высоте до 1800 м с густом подлеском. Обитает на Корейском полуострове, по современным данным только в его северной части.
Зимует в Индо-Китае, проникая на юг до Таранга в Таиланде, в Бирме на юг до Тенассерима, на Малайском полуострове (редко), Камбоджа, Лаос. Зимует обычно ниже 1000 м над уровнем моря, иногда поднимаясь до 1500 м. В это время её, как правило, наблюдают  близко к поверхности земли в подлеске и нижнем древесном ярусе.

## Места обитания
Обитает в широколиственном мелколесье речных долин (Приморье),  в нижнем ярусе широколиственных лесов, в тайге по падям с зарослями, охотно заселяет ивняки по берегах рек.

## Поведение
Позыв — громкое "че - че - че". Песня короткая, повторяющееся "тириририририририри", похожа на стрекотание кузнечика.